# 공부 방법
공부 방법(study skills), 공부 전략(study strategies), 공부법은 공부를 잘하기 위한 체계적인 방법과 기술이다. 이들은 일반적으로 학업 성공에 중요하고 좋은 성적을 받는데 필수적인 것으로 간주되며 일생 중 학습에 유용하다.
공부 방법은 새로운 정보를 취하고 정리하는 과정, 정보를 유지하는 것, 시험에 대처하는 것과 관계된다.
여기에는 정보의 목록은 기억하는 기억술, 효과적인 독서, 집중 기법, 효율적인 요약 필기를 포함한다.
공부 방법은 보통 단시간에 배울 수 있는 구별되는 기법이며 모든 또는 대부분의 분야의 연구에 적용된다.

## 같이 보기
- 숙제
- 학습
- 속독